# لي إيون-كيونغ
لي إيون-كيونغ (الكورية: 이은경) هي نبالة كورية جنوبية، ولدت في 15 يوليو 1972.

## وصلات خارجية
- لي إيون-كيونغ على موقع الاتحاد الدولي للرماية بالسهام (الإنجليزية)
- لي إيون-كيونغ على موقع أوليمبيديا (الإنجليزية)